# Windows thumbnail cache
Windows thumbnail cache – system gromadzenia miniatur plików graficznych, filmów i niektórych innych dokumentów, wykorzystywany przez system operacyjny Microsoft Windows. System operacyjny w ukrytych plikach Thumbs.db gromadzi (jak pamięć podręczna cache) miniatury zdjęć i innych plików z danego folderu.
W plikach system operacyjny gromadzi miniatury takich typów plików, jak: JPEG, BMP, GIF, TIF, PDF oraz pierwszą klatkę z filmów wideo (jeśli posiada odpowiedni kodek, potrafi utworzyć go z prawie każdego pliku wideo).
Windows XP Media Center Edition także tworzy odpowiedni plik, ehthumbs.db, który przechowuje podgląd plików wideo.